# Лебяжья (река, Сахалин)
Лебяжья — река в России, на острове Сахалин, левый приток реки Найба.
Впадает в реку Найба за 600 м от её устья, протекает по территории Долинского городского округа Сахалинской области.
Общая протяжённость реки составляет 30 км. Площадь водосборного бассейна — 161 км². Общее направление течения — с юга на север.

## Данные водного реестра
По данным государственного водного реестра России относится к Амурскому бассейновому округу.
Код объекта в государственном водном реестре — 20050000212118300005765.